# Lostanges
Lostanges (Lostanjas en occitan) est une commune française située dans le département de la Corrèze en région Nouvelle-Aquitaine.
Les habitants sont appelés les Lostangeois.

## Géographie
Commune du Massif central située à 12 km de Meyssac. Elle est bordée par deux affluents de la Dordogne : à l'est par la Ménoire et au sud-ouest par la Sourdoire.

### Communes limitrophes

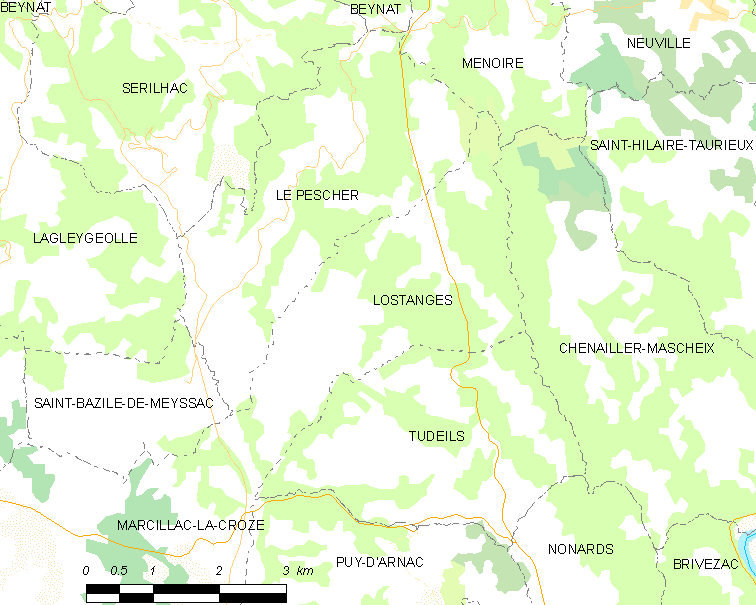
Carte de la commune.

Les communes limitrophes sont  Chenailler-Mascheix, Le Pescher, Marcillac-la-Croze, Ménoire et Tudeils.

### Climat
Pour des articles plus généraux, voir Climat de la Nouvelle-Aquitaine et Climat de la Corrèze.
Historiquement, la commune est exposée à un climat montagnard.
En 2020, Météo-France publie une typologie des climats de la France métropolitaine dans laquelle la commune est exposée à un climat de montagne et est dans la région climatique  Ouest et nord-ouest du Massif Central, caractérisée par une pluviométrie annuelle de 900 à 1 500 mm, maximale en automne et en hiver.
Pour la période 1971-2000, la température annuelle moyenne est de 12,9 °C, avec  une amplitude thermique annuelle de 15,7 °C. Le cumul annuel moyen de précipitations est de 1 117 mm, avec 12,3 jours de précipitations en janvier et 7,3 jours en juillet. Pour la période 1991-2020, la température moyenne annuelle observée sur la station météorologique la plus proche, située sur la commune d'Argentat-sur-Dordogne à 14 km à vol d'oiseau, est de 12,7 °C et le cumul annuel moyen de précipitations est de 1 145,5 mm,. Pour l'avenir, les paramètres climatiques de la commune estimés pour 2050 selon différents scénarios d’émission de gaz à effet de serre sont consultables sur un site dédié publié par Météo-France en novembre 2022.

## Urbanisme

### Typologie
Au 1er janvier 2024, Lostanges est catégorisée commune rurale à habitat très dispersé, selon la nouvelle grille communale de densité à 7 niveaux définie par l'Insee en 2022.
Elle est située hors unité urbaine. Par ailleurs la commune fait partie de l'aire d'attraction de Brive-la-Gaillarde, dont elle est une commune de la couronne,. Cette aire, qui regroupe 80 communes, est catégorisée dans les aires de 50 000 à moins de 200 000 habitants,.

### Occupation des sols
L'occupation des sols de la commune, telle qu'elle ressort de la base de données européenne d’occupation biophysique des sols Corine Land Cover (CLC), est marquée par l'importance des forêts et milieux semi-naturels (50,3 % en 2018), une proportion sensiblement équivalente à celle de 1990 (50,2 %). La répartition détaillée en 2018 est la suivante : 
forêts (50,3 %), prairies (47,1 %), zones agricoles hétérogènes (2,6 %).
L'évolution de l’occupation des sols de la commune et de ses infrastructures peut être observée sur les différentes représentations cartographiques du territoire : la carte de Cassini (XVIIIe siècle), la carte d'état-major (1820-1866) et les cartes ou photos aériennes de l'IGN pour la période actuelle (1950 à aujourd'hui).

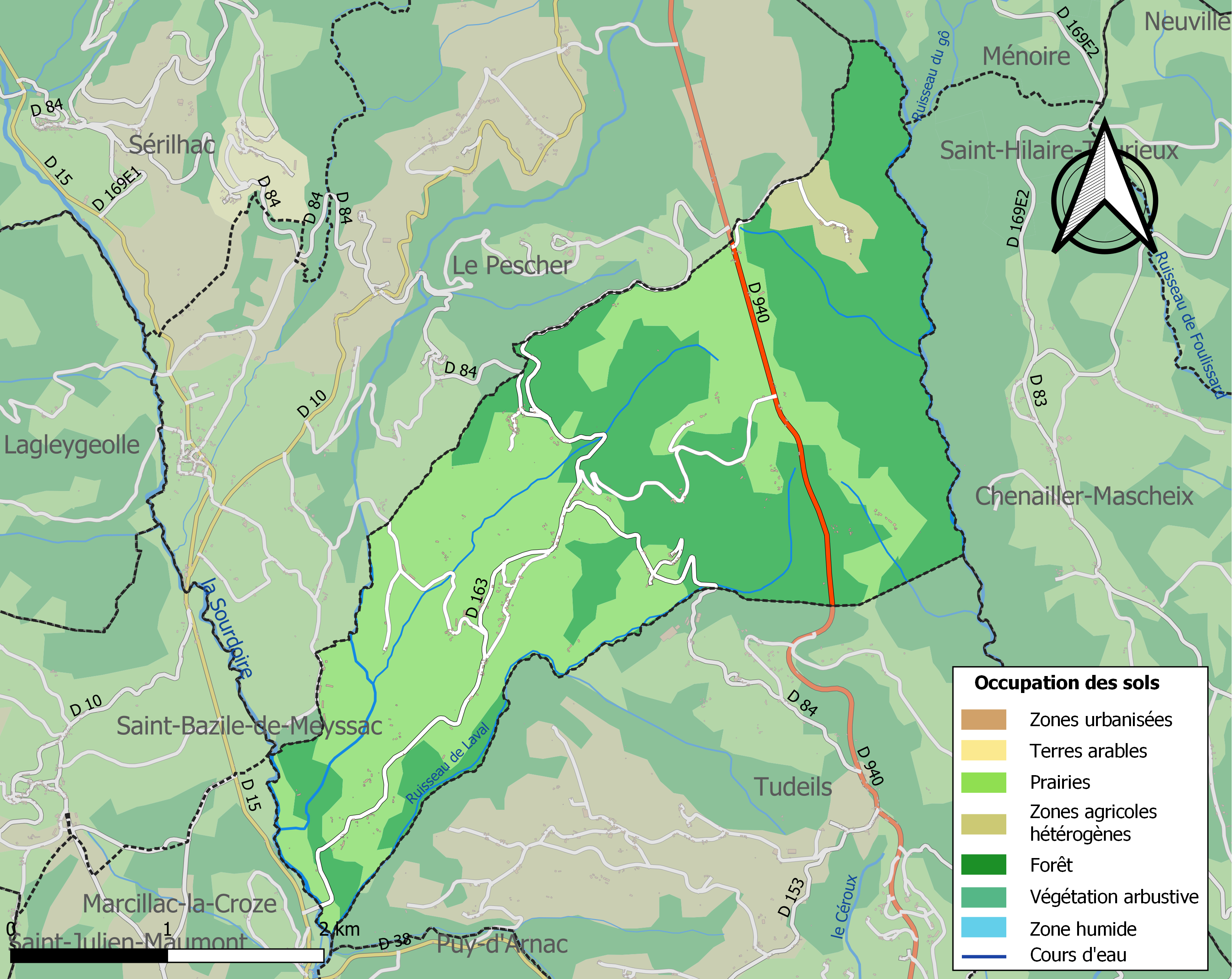
Carte des infrastructures et de l'occupation des sols de la commune en 2018 (CLC).

### Risques majeurs
Le territoire de la commune de Lostanges est vulnérable à différents aléas naturels : météorologiques (tempête, orage, neige, grand froid, canicule ou sécheresse), inondations, feux de forêts, mouvements de terrains et séisme (sismicité très faible). Il est également exposé à un risque particulier : le risque de radon. Un site publié par le BRGM permet d'évaluer simplement et rapidement les risques d'un bien localisé soit par son adresse soit par le numéro de sa parcelle.

#### Risques naturels
Certaines parties du territoire communal sont susceptibles d’être affectées par le risque d’inondation par débordement de cours d'eau, notamment la Ménoire et la Sourdoire,.

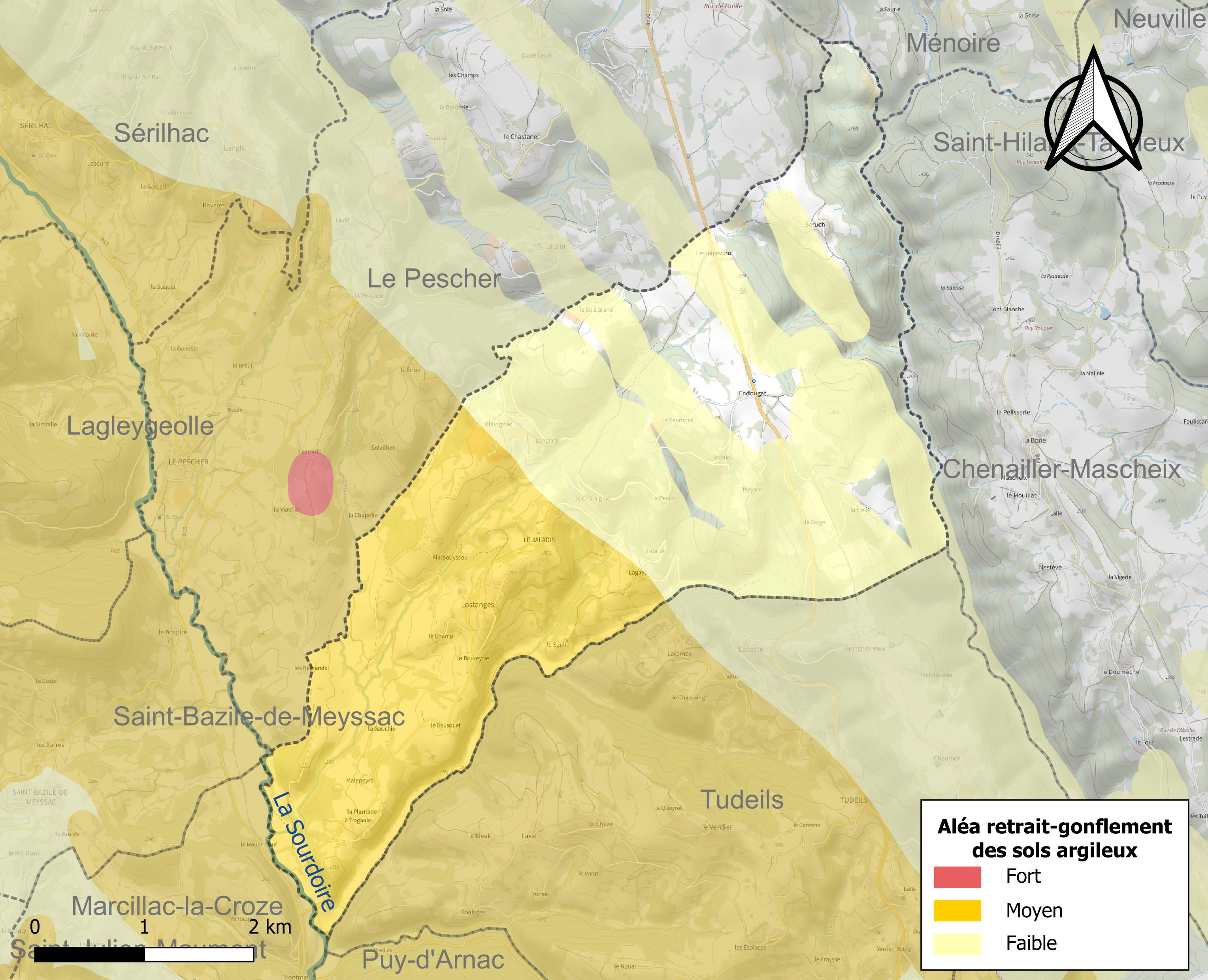
Carte des zones d'aléa retrait-gonflement des sols argileux de Lostanges.

La commune est vulnérable au risque de mouvements de terrains constitué principalement du retrait-gonflement des sols argileux. Cet aléa est susceptible d'engendrer des dommages importants aux bâtiments en cas d’alternance de périodes de sécheresse et de pluie. 37,6 % de la superficie communale est en aléa moyen ou fort (26,8 % au niveau départemental et 48,5 % au niveau national). Sur les 121 bâtiments dénombrés sur la commune en 2019, 64 sont en aléa moyen ou fort, soit 53 %, à comparer aux 36 % au niveau départemental et 54 % au niveau national. Une cartographie de l'exposition du territoire national au retrait gonflement des sols argileux est disponible sur le site du BRGM,.
Concernant les feux de forêt, aucun plan de prévention des risques incendie de forêt (PPRIF) n’a été établi en Corrèze, néanmoins le code de l’urbanisme impose la prise en compte des risques dans les documents d’urbanisme. Le périmètre des servitudes d'utilité publique et des zones d'obligation légale de débroussaillement pour les particuliers est quant à lui défini pour la commune dans une carte dédiée.

#### Risque particulier
Dans plusieurs parties du territoire national, le radon, accumulé dans certains logements ou autres locaux, peut constituer une source significative d’exposition de la population aux rayonnements ionisants. Certaines communes du département sont concernées par le risque radon à un niveau plus ou moins élevé. Selon la classification de 2018, la commune de Lostanges est classée en zone 3, à savoir zone à potentiel radon significatif.

## Histoire
Lors de la Révolution française, pour suivre le décret de la Convention, la commune changea de nom pour Le Mont Joly. Sa dénomination révolutionnaire, dura environ six semaines.

### Les Hospitaliers
Blavignac et Malepeyre ont appartenu jusqu'à la Révolution française aux Hospitaliers de l'ordre de Saint-Jean de Jérusalem de la commanderie de Puy de Noix et du grand prieuré d'Auvergne. Ils y possédaient un moulin, levaient des rentes et le commandeur de Puy de Noix y avait toute justice.

### Toponymie
Le nom de la commune vient de Laustangas en occitan (1241), qui signifie l'armée des anges, du terme médiéval ost. Ancien nom, Sancti Pétri de Laustang(u)as.(Paroisse Saint-Pierre de Lostanges).
En France, il n'existe pas d'autres communes portant le nom Lostanges, mais :
- aux environs de Castres, à Navès, existe un lieu-dit et un château qui portent le même nom ;
- le musée de la ville de  Castres conserve un portrait d'une dame de Lostanges ;
- à Sainte-Alvère (Dordogne), il existe les ruines du château des de Lostanges ;
- à Béduer (Lot), on peut encore voir le château des Lostanges Béduer ;
- à Fanlac (Dordogne) dans le cimetière se trouve un tombeau de la famille de Lostanges.
- à Linac (Lot), il existe un lieu-dit qui porte le nom de Lostanges et  une branche de la famille habitait le château de Puy Launay (sources mairie de Linac).

## Politique et administration
| Période   | Période  | Identité         | Étiquette | Qualité    |
| --------- | -------- | ---------------- | --------- | ---------- |
| mars 2001 | 2008     | Lucien Chazoule  |           |            |
| mars 2008 | En cours | Jérôme Madeleine |           | Professeur |

## Démographie
| 1793 | 1800 | 1806 | 1821 | 1831 | 1836 | 1841 | 1846 | 1851 |
| ---- | ---- | ---- | ---- | ---- | ---- | ---- | ---- | ---- |
| 383  | 495  | 477  | 517  | 520  | 562  | 570  | 587  | 630  |

| 1856 | 1861 | 1866 | 1872 | 1876 | 1881 | 1886 | 1891 | 1896 |
| ---- | ---- | ---- | ---- | ---- | ---- | ---- | ---- | ---- |
| 606  | 540  | 515  | 528  | 533  | 529  | 539  | 514  | 509  |

| 1901 | 1906 | 1911 | 1921 | 1926 | 1931 | 1936 | 1946 | 1954 |
| ---- | ---- | ---- | ---- | ---- | ---- | ---- | ---- | ---- |
| 514  | 517  | 515  | 404  | 405  | 350  | 325  | 287  | 234  |

| 1962 | 1968 | 1975 | 1982 | 1990 | 1999 | 2006 | 2008 | 2013 |
| ---- | ---- | ---- | ---- | ---- | ---- | ---- | ---- | ---- |
| 192  | 171  | 140  | 147  | 127  | 134  | 130  | 129  | 128  |

| 2018 | 2022 | - | - | - | - | - | - | - |
| ---- | ---- | - | - | - | - | - | - | - |
| 144  | 152  | - | - | - | - | - | - | - |

## Économie
Des scènes du film de télévision Épuration ont été tournées dans une grange, et dans le petit cimetière  de Lostanges en mai 2007 par Jean-Louis Lorenzi, avec comme acteurs principaux Cristiana Reali et Sophie Aubry. L’action se déroule à la fin de la Seconde Guerre mondiale. Le tournage s’est également fait sur les communes de Meyssac, Saillac, Curemonte, et dans les grottes de Lamouroux, entre Brive-la-Gaillarde et Noailles (ancienne RN 20).

## Lieux et monuments
- Église Saint-Pierre de Lostanges restaurée en 2010-2011, dotée d'un retable classé aux monuments historiques du XVIIe siècle. Ce retable est l'œuvre des Tournié de Gourdon (Lot). L'église est construite à l'emplacement de la forteresse qui n'existe plus aujourd'hui, avec certaines pierres de celle-ci. L'abbé Jean-Baptiste Poulbrière, dans son dictionnaire des paroisses de Tulle, parle d'une haute tour féodale. Lors de la restauration de la place de l'église en 2006, il a été retrouvé les bases de cette tour d'un diamètre de 8,50 m (la tour de Turenne, -dite tour de César- a un diamètre d'environ 6 m, et une hauteur de 12 m) les pierres avaient un poids moyen de 30 kg, et on distinguait encore des traces de chaux et de suie.
- le parc botanique, qui est situé au village du Saumont. Il a une superficie de 2 hectares environ. Le parc est ouvert au public depuis l'été 1993, et plus de 500 plantes du monde entier y sont répertoriées.
- la chapelle Saint-Roch au village de Blavignac, récemment restaurée, (par les Amis de la chapelle Saint-Roch) et dont la petite cloche porte la date de 1688.
- Le château de Blavignac qui avait appartenu à Raymond de Pesteil chevalier, ancien chanoine-comte de Brioude[réf. nécessaire], est une demeure privée, qui ne se visite pas. Les Seigneurs de la Gaye possédaient des bien à Blavignac[réf. souhaitée]...
- Au village du Peuch  belle maison de caractère, (château), ancienne propriété seigneuriale de la famille De Melon (devenue Melon en 1790) (armes des Melon : d'azur à la bande de gueules accompagnées en chef de deux fleurs de lys d'or, et en pointe d'un melon d'or). Très  beau panorama sur la campagne environnante, et en particulier sur le bourg, et l'église Saint-Pierre de Lostanges. Si la maison principale semble avoir été construite au XVIIe siècle, une tour témoigne de constructions d'époques plus anciennes. En 1713 la seigneurie du Peuch appartenait à Antoine de Melon (1684 + 1758), également seigneur de Lacombe et de La Tréganie, fils de Gaspard-Germain de Melon et de Claire du Puy. En 1758, la famille se scinda en deux branches : la branche aînée (Melon du Peuch) représentée par François-Bernard de Melon (1732 + 1792), seigneur du Peuch, époux de Martiale de Fénis de la Prade, et la branche cadette (Melon de Lacombe), représentée par Hyacinthe-Etienne de Melon, seigneur de Lacombe et de la Tréganie (1739 + 1799), époux de Marie-Adrienne Malmartel. Le domaine fut transmis par François-Bernard de Melon à son fils Pierre Melon (1793 + 1866) qui le légua à sa fille Jeanne Melon (1817 + 1893), épouse de Mathurin Chapoulie. Leur arrière-petit-fils, Pierre Chapoulie, (ancien maire de 1975 à 1989) conserva la propriété (qui comprenait également des métairies) jusqu'au début du XXIe siècle. Devenue branche aînée en 1866 à l'extinction de la branche Melon du Peuch, la branche cadette (Melon de Lacombe) s'allia aux familles Malmartel et Jaladis et s'installa à Masseret, puis à Limoges avant de faire souche à Agen à partir de 1938. Dans le cimetière de la commune, il existe encore la tombe des Melon.
- Le puy d'Endruille,(ou d'Endulle), point culminant du canton de Meyssac (515 m) est un des plus grands gisements de silex-jaspe d'Europe, ou s'approvisionnaient les hommes préhistoriques Cro-magnons, des haches, grattoirs, ont été retrouvés dans la campagne  aux alentours du  site.

## Personnalités liées à la commune
- Pierre-André Latreille (1762-1833), entomologiste fut vicaire de la paroisse de Lostanges (1789).

## Héraldique
| Blason de Lostanges | Blason  | D'argent au lion de gueules armé, lampassé et couronné d'azur, accompagné de cinq étoiles de gueules mises en orle (argent : blanc ; gueules : rouge ; azur : bleu). |
| Blason de Lostanges | Détails | Blason de la famille de Lostanges. Voté par le conseil municipal le 30 janvier 1983.                                                                                 |